# الذيل الطويل

مثال على الرسم البياني لقانون الطاقة الذي يعرض ترتيب الشعبية. إلى اليمين (أصفر) هو الذيل الطويل. إلى اليسار (الأخضر) هي القلة التي تسيطر. في هذا المثال ، يتم اختيار القطع بحيث تكون مساحات المنطقتين متساويتين.

في الإحصاء والأعمال التجارية، يمثل الذيل الطويل لبعض توزيعات الأرقام جزءًا من التوزيع بعدد كبير من التواجدات بعيدًا عن «الرأس» أو الجزء المركزي من التوزيع. يمكن أن يتضمن التوزيع شعبية، وأعدادًا عشوائية لوقائع أحداث ذات احتمالات مختلفة، إلخ. غالباً ما يستخدم المصطلح بشكل فضفاض، بدون تعريف أو تعريف تعسفي، لكن التعاريف الدقيقة ممكنة.
في الإحصائيات، مصطلح التوزيع الذيل الطويل له معنى تقني ضيق، وهو نوع فرعي للتوزيع الذيل الثقيل. بشكل حدسي، التوزيع (يمين) طويل الذيل إذا، لأي كمية ثابتة، عندما تتجاوز الكمية مستوى عالٍ، فإنه من المؤكد أنه يتجاوزها على الأقل بالمقدار: قد تكون الكميات الكبيرة أكبر من ذلك. لاحظ أنه لا يوجد معنى «للذيل الطويل» للتوزيع، ولكن فقط خاصية التوزيع طويلة المدى.
في مجال الأعمال التجارية، يتم تطبيق مصطلح الذيل الطويل على توزيعات الرتب ذات الحجم أو توزيعات الرتبة (بشكل أساسي من الشعبية)، والتي غالباً ما تشكل قوانين السلطة وبالتالي فهي توزيعات طويلة المدى بالمعنى الإحصائي. يستخدم هذا لوصف إستراتيجية البيع بالتجزئة لبيع عدد كبير من العناصر الفريدة بكميات صغيرة نسبياً من كل منها («الذيل الطويل») - عادةً بالإضافة إلى بيع عدد أقل من العناصر المشهورة بكميات كبيرة («الرأس»). في بعض الأحيان يتم تضمين فئة متوسطة، تسمى بشكل مختلف الجسم أو البطن أو الجذع أو الوسط. عادة ما يكون القطع المحدد لأي جزء من التوزيع هو «الذيل الطويل» تعسفيًا، ولكن في بعض الحالات قد يتم تحديده بشكل موضوعي؛ انظر تجزئة التوزيعات من حجم الرتبة.
وقد وجد مفهوم الذيل الطويل بعض الأرضية للتطبيق والبحث والتجارب. هو مصطلح يستخدم في الأعمال التجارية عبر الإنترنت، وسائل الإعلام، التمويل الصغير (بنك غرامين، على سبيل المثال)، الابتكار القائم على المستخدم، إدارة المعرفة، وآليات الشبكات الاجتماعية (على سبيل المثال التعهيد الجماعي، الازدحام، النظير للنظير)، النماذج الاقتصادية والتسويق (التسويق الفيروسي)، وأمن تكنولوجيا المعلومات تهديد الأمن في مركز عمليات أمن المعلومات.

## التاريخ
تم دراسة توزيع التردد مع ذيل طويل من قبل الإحصائيين منذ عام 1946 على الأقل. وقد استخدم المصطلح أيضًا في أعمال التمويل والتأمين لسنوات عديدة. أدى عمل بنوا ماندلبروت في الخمسينيات وما بعده إلى الإشارة إليه على أنه «أب ذيول طويلة».
ذاع صيت طويل من قبل كريس أندرسون في مقال في مجلة Wired أكتوبر 2004، والذي ذكر فيه Amazon.com و Apple و Yahoo! كأمثلة على الشركات التي تطبق هذه الإستراتيجية. شرح أندرسون المفهوم في كتابه «الذيل الطويل: لماذا يباع مستقبل الأعمال أكثر من غيره».

## أعمال
تتيح تكاليف التوزيع والمخزون للشركات بنجاح في تطبيق إستراتيجية طويلة الأمد تحقيق أرباح كبيرة من بيع كميات صغيرة من العناصر التي يصعب العثور عليها للعديد من العملاء بدلاً من بيع كميات كبيرة فقط من عدد محدود من العناصر الشائعة. ويطلق على إجمالي المبيعات لهذا العدد الكبير من «العناصر غير المتضررة» اسم «الذيل الطويل».
وبالنظر إلى الاختيار الكافي، وعدد كبير من العملاء، وتكاليف التخزين والتوزيع التي لا تذكر، فإن نمط اختيار وشراء السكان ينتج عنه الطلب عبر المنتجات التي لها توزيع لقانون الطاقة أو توزيع باريتو. من المهم أن نفهم لماذا تكون بعض التوزيعات التوزيعات العادية مقابل الذيل الطويل (الطاقة). يقول كريس أندرسون أنه في حين أن الكميات مثل ارتفاع الإنسان أو معدل الذكاء تتبع التوزيع الطبيعي، في الشبكات الخالية من المقاييس ذات الملحقات التفضيلية، يتم إنشاء توزيعات قانون الطاقة، أي لأن بعض العقد تكون أكثر ارتباطًا من غيرها (مثل Mavolm Gladwell's "mavens" في نقطة تحول).

## المعنى الإحصائي

يصبح الذيل أكبر وأطول في الأسواق الجديدة (يصور باللون الأحمر). بعبارة أخرى ، في حين ركز تجار التجزئة التقليديون على المنطقة إلى يسار المخطط ، تستمد متاجر الكتب على الإنترنت المزيد من المبيعات من المنطقة إلى اليمين.

الذيل الطويل هو اسم لسمعة معروفة لبعض التوزيعات الإحصائية (مثل Zipf ، وقوانين الطاقة، وتوزيعات Pareto والتوزيعات Lévy العامة). في توزيعات «طويلة الذيل»، يتبع السكان ذوو الترددات العالية أو الكثافة السكانية تعداد منخفض التردد أو منخفض السعة يتدفق «بشكل تدريجي». الأحداث في الطرف البعيد من الذيل لديها احتمال منخفض جدا من حدوثها.
توزيعات أو وظائف قانون القوى تميز عددًا كبيرًا من السلوكيات من الطبيعة والجهد الإنساني. وقد أدت هذه الحقيقة إلى اهتمام علمي واجتماعي شديد في مثل هذه التوزيعات والعلاقات التي تخلقها. غالباً ما تشير ملاحظة مثل هذا التوزيع إلى أنواع محددة من الآليات، ويمكن أن تشير في كثير من الأحيان إلى وجود صلة عميقة مع أنظمة أخرى لا تبدو مرتبطة ببعضها. ومن أمثلة السلوكيات التي تظهر التوزيع طويل الذيل حدوث بعض الكلمات في لغة معينة، أو توزيع الدخل لنشاط تجاري أو كثافة الزلازل (انظر: قانون غوتنبرغ - ريختر).
تسلط مقالات كريس أندرسون وكلاي شيركي الضوء على حالات خاصة يمكننا فيها تعديل العلاقات الأساسية وتقييم التأثير على تكرار الأحداث. في هذه الحالات، يمكن أن تصبح الأحداث غير المتكررة، ذات الاتساع المنخفض (أو العائدات المنخفضة) - الذيل الطويل، الممثّل هنا بجزء المنحنى على يمين المئوي العشرين - أكبر منطقة تحت الخط. وهذا يشير إلى أن وجود اختلاف في آلية واحدة (الوصول إلى الإنترنت) أو العلاقة (تكلفة التخزين) يمكن أن يؤدي إلى تغيير كبير في تكرار حدوث أحداث معينة في التوزيع. هذا التحول له تأثير حاسم في الاحتمالات وفي التركيبة السكانية للعملاء من الشركات مثل وسائل الإعلام والبائعين عبر الإنترنت.
ومع ذلك، فإن الألقاب الطويلة التي تميز التوزيعات مثل قانون غوتنبرغ-ريختر أو قانون زيفف الذي يحدث بالكلمات، وتلك التي أبرزها أندرسون وشيركي هما مختلفان تمامًا، إن لم يكن العكس، الطبيعة: تشير أندرسون وشيركي إلى العلاقات بين رتبة التردد، في حين أن قانون غوتنبرغ - ريختر وقانون زيفف هما توزيعات احتمالية. لذلك، في هذه الحالات الأخيرة «ذيول» تتطابق مع أحداث ذات كثافة كبيرة مثل الزلازل الكبيرة والكلمات الأكثر شعبية، التي تسيطر على التوزيعات. على النقيض من ذلك، فإن الذيل الطويل في قطع ترتيب التردد التي أبرزها أندرسون وشيركي تتوافق مع ذيول قصيرة في توزيعات الاحتمالية المصاحبة، وبالتالي توضح ظاهرة معاكسة مقارنة بقوانين غوتنبرغ-ريختر وقوانين زيفف.

## كريس أندرسون وكلاي شيركي
استخدام مصطلح الذيل الطويل في الأعمال التجارية «فكرة النظر إلى الذيل نفسه كسوق جديد» للمستهلكين كان أول من صاغه كريس أندرسون. وقد استقى هذا المفهوم جزئياً من مقال في فبراير 2003 كتبه كلاي شيركي، «قوانين السلطة، المدونات الإلكترونية وعدم المساواة»، والتي لاحظت أن عدداً قليلاً نسبياً من مدونات الويب يحتوي على العديد من الارتباطات، لكن «الذيل الطويل» لملايين مدونات الويب قد يكون فقط حفنة من الروابط الخوض فيها. وصف أندرسون آثار الذيل الطويل على نماذج الأعمال الحالية والمستقبلية بدءا من سلسلة من الخطابات في أوائل عام 2004 ومع نشر مقال في مجلة Wired في أكتوبر 2004. وفي وقت لاحق امتدت أندرسون إلى كتاب The Long Tail: Why the Future العمل هو بيع أقل (2006).
يجادل أندرسون بأن المنتجات ذات الطلب المنخفض أو التي لديها حجم مبيعات منخفض يمكن أن تشكل بشكل جماعي حصة في السوق تتفوق أو تتفوق على عدد قليل جدًا من الأكثر مبيعًا والأكثر شعبية حاليًا، إذا كانت قناة المتجر أو التوزيع كبيرة بما يكفي. ويستشهد أندرسون بأبحاث سابقة قام بها كل من إريك برينجولسون، ويو (جيفري) هو، ومايكل دي سميث، والتي أظهرت أن جزءًا كبيرًا من مبيعات Amazon.com يأتي من كتب غامضة لا تتوفر في متاجر الطوب والملاط. يعتبر الذيل الطويل سوقًا محتملًا، وكما توضح الأمثلة، فإن فرص قنوات التوزيع والمبيعات التي أنشأتها شبكة الإنترنت تُمكّن الشركات في الغالب من الاستفادة من هذا السوق بنجاح.
في مقاله السلكي أندرسون يفتح مع حكاية حول إنشاء سوق متخصصة لكتب على الأمازون. وهو يكتب عن كتاب بعنوان «لمس الفراغ» عن حادث تسلق جبل يقترب من الموت وقع في جبال الأنديز في بيرو. يقول أندرسون إن الكتاب حصل على تقييمات جيدة، ولكن لم يحقق نجاحًا تجاريًا كبيرًا. ومع ذلك، بعد عشر سنوات تم نشر كتاب بعنوان Into Thin Air by Jon Krakauer وبدأ Touching the Void للبيع مرة أخرى. أدرك أندرسون أن هذا يرجع إلى توصيات أمازون. خلق هذا سوقًا متميزًا لأولئك الذين يستمتعون بالكتب حول تسلق الجبال على الرغم من أنه لا يعتبر نوعًا شائعًا يدعم نظرية الذيل الطويل.
وصف موظف في أمازون الذيل الطويل على النحو التالي: «لقد بعنا المزيد من الكتب اليوم التي لم تبيع على الإطلاق بالأمس من بيعنا اليوم لجميع الكتب التي بيعت أمس.»
وقد شرح أندرسون هذا المصطلح على أنه إشارة إلى ذيل منحنى الطلب. تمت إعادة تعريف المصطلح منذ ذلك الحين من رسم XY الذي يتم إنشاؤه عند رسم الشهرة على المخزون. في الرسم البياني الموضح أعلاه، سيتم تمثيل مبيعات الكتب في Amazon عبر المحور الرأسي، بينما تقع صفوف الكتاب أو الأفلام على طول المحور الأفقي. يتجاوز الحجم الإجمالي للعناصر ذات الشعبية المنخفضة حجم عناصر الشهرة العالية.

## بحث اكاديمي

### آثار الوصول عبر الإنترنت
في مقاله السلكي، يستشهد كريس أندرسون بأبحاث سابقة قام بها إريك بريينجولفسون، يو (جيفري) هو، ومايكل دي سميث، اللذين استخدموا منحنى خطيًا على الرسم البياني XY لأول مرة لوصف العلاقة بين المبيعات والمبيعات في Amazon.com . ووجدوا أن نسبة كبيرة من مبيعات الكتب في Amazon.com تأتي من الكتب الغامضة التي لم تكن متوفرة في متاجر الطوب والملاط. ثم قاموا بقياس القيمة المحتملة للذيل الطويل للمستهلكين. في مقال نشر في عام 2003، أظهر هؤلاء المؤلفون أنه في حين أن معظم النقاش حول قيمة الإنترنت للمستهلكين قد تمحور حول انخفاض الأسعار، فإن استفادة المستهلك (المعروف باسم فائض المستهلك) من الوصول إلى تنوع المنتجات المتنوعة في متاجر الكتب الإلكترونية هو عشرة أكبر من استفادتهم من الوصول إلى الأسعار المنخفضة عبر الإنترنت. وهكذا، فإن القيمة الأساسية للإنترنت للمستهلكين تأتي من إطلاق مصادر جديدة للقيمة من خلال توفير الوصول إلى المنتجات في الذيل الطويل.

### الذيل الطويل مع مرور الوقت
وتجد دراسة أجراها إريك برينجولسون، ويو (جيفري) هو، ومايكل د. سميث أن ذيل طويل قد نما لفترة أطول مع مرور الوقت، حيث تمثل الكتب المتخصصة حصة أكبر من إجمالي المبيعات. تشير تحليلاتهم إلى أنه بحلول عام 2008، مثلت الكتب المتخصصة 36.7 ٪ من مبيعات أمازون في حين زاد فائض المستهلك الناتج عن الكتب المتخصصة على الأقل خمسة أضعاف من عام 2000 إلى عام 2008. وبالإضافة إلى ذلك، وجدت منهجيتهم الجديدة أنه، في حين أن قوانين الطاقة المستخدمة على نطاق واسع تقدير أول جيد لعلاقة رتبة المبيعات، قد لا يكون المنحدر ثابتًا لجميع صفوف الكتب، حيث يصبح المنحدر أكثر انحدارًا تدريجيًا للحصول على المزيد من الكتب الغامضة.
ولدعم النتائج التي توصلوا إليها، لم يجد Wenqi Zhou و Wenjing Duan ذيلًا أطول فحسب، بل أيضًا ذيلًا بدهاء عن طريق تحليل متعمق حول نمط تنزيل برامج المستهلك في ورقتهم «مراجعات المستخدمين على الإنترنت، وتنوع المنتجات، والذيل الطويل». ينخفض الطلب على جميع المنتجات، ولكن الانخفاض في النتائج يكون أكثر وضوحًا، مما يشير إلى تحول الطلب من الضربات إلى منافذ مع مرور الوقت. بالإضافة إلى ذلك، يلاحظون أيضًا تأثيرًا رائعًا في وجود الذيل الطويل. لا يزال عدد صغير من المنتجات المشهورة يهيمن على الطلب.

### وداعا مبدأ باريتو، نرحب توزيع جديدة
في عام 2006 ورقة عمل بعنوان «وداعا مبدأ باريتو، مرحبا طويلة الذيل»،  إريك Brynjolfsson, يو (جيفري) هو جين تاو، دنكان Simester وجدت، إلى حد كبير في خفض البحث تكاليف تكنولوجيا المعلومات في العام الإنترنت الأسواق على وجه الخصوص إلى زيادة حصة الجماعية التي يصعب العثور على المنتجات، وبالتالي خلق أطول ذيل في توزيع المبيعات.
استخدموا نموذج نظري لإظهار كيفية خفض تكاليف البحث سوف تؤثر على التركيز في مبيعات المنتجات. من خلال تحليل البيانات التي تم جمعها من متعدد القنوات بالتجزئة الشركة أظهروا أدلة تجريبية على أن القناة الإنترنت يسلك بشكل ملحوظ أقل تركيزا المبيعات والتوزيع بالمقارنة مع القنوات التقليدية. 80/20 القاعدة يناسب توزيع مبيعات المنتج في الكتالوج القناة بشكل جيد جدا، ولكن في القناة الإنترنت، هذه القاعدة يحتاج إلى تعديل إلى 72/28 القاعدة من أجل تناسب توزيع مبيعات المنتج في تلك القناة. الفرق في المبيعات والتوزيع هامة للغاية، حتى بعد ضبط المستهلك الخلافات.

### جانب الطلب وجانب العرض السائقين
المفتاح جانب العرض العامل الذي يحدد ما إذا كان توزيع المبيعات لديه ذيل طويل هي تكلفة المخزون والتخزين والتوزيع. حيث المخزون تكاليف التخزين والتوزيع ضئيلة، يصبح اقتصاديا لبيع نسبيا المنتجات التي لا تحظى بشعبية; ومع ذلك، عندما تكون تكاليف التخزين والتوزيع، فقط الأكثر شعبية المنتجات التي يمكن بيعها. على سبيل المثال التقليدي فيلم استئجار مخزن محدودة مساحة الجرف الذي يدفع في شكل بناء العلوية; لتعظيم أرباحها، يجب أن الأسهم فقط الأفلام الأكثر شعبية لضمان عدم الجرف المساحة المهدرة. لأن الفيديو على الإنترنت تأجير مقدم (مثل Amazon.com أو Netflix) الأسهم الأفلام في مركزية مستودعات التخزين وتكاليف أقل بكثير وتكاليف التوزيع هي نفسها بالنسبة شعبية أو غير شعبية الفيلم. ولذلك قادرة على بناء عمل قابلة للتطبيق تخزين مجموعة أوسع بكثير من الأفلام من السينما التقليدية استئجار مخزن. تلك اقتصاديات التخزين والتوزيع ثم تمكن من المفيد استخدام ذيل طويل: على سبيل المثال، نيتفليكس يرى أن في مجملها «غير شعبية» الأفلام المستأجرة أكثر من الأفلام شعبية.
وهو معهد ماساتشوستس للتكنولوجيا سلون إدارة مراجعة المقالة بعنوان «من محاريب لثروات: تشريح ذيل طويل» بحث طويل الذيل من كل جانب العرض وجانب الطلب، ويحدد العديد من الدوافع الرئيسية. على جانب العرض، ويشير صاحبا البلاغ إلى كيفية البيع الإلكترونية' توسيع مركزية التخزين يسمح لمزيد من العروض، مما يجعل من الممكن بالنسبة لهم لتلبية المزيد من الأذواق المتنوعة.
على جانب الطلب، أدوات مثل محركات البحث، التوصية البرامج وأدوات أخذ العينات هي مما يسمح للعملاء العثور على المنتجات خارج المنطقة الجغرافية. المؤلفون أيضا أن ننظر نحو المستقبل لمناقشة الدرجة الثانية، تضخيم آثار طويلة الذيل، بما في ذلك نمو الأسواق التي تخدم أصغر المنافذ.
ليس كل المزكي نظم متساوية، ومع ذلك، عندما يتعلق الأمر بتوسيع ذيل طويل. بعض الموصين (أي بعض التعاونية مرشحات) يمكن أن يحمل تحيز تجاه المنتجات الشعبية، وخلق ردود فعل إيجابية، وتقلل ذيل طويل. أ وارتون دراسة تفاصيل هذه الظاهرة جنبا إلى جنب مع العديد من الأفكار التي قد تعزز ذيل طويل وتنوع أكبر.
دراسة حديثة أجرتها Wenqi تشو ون جينغ دوان يشير أيضا إلى أن عامل جانب الطلب (على الإنترنت يستعرض المستخدم) جانب العرض (عامل المنتج متنوعة) التفاعل للتأثير ذيل طويل تشكيل خيارات المستخدم. المستهلكين الاعتماد على الإنترنت يستعرض المستخدم اختيار المنتجات تتأثر بشكل كبير من كمية من المنتجات المتاحة. على وجه التحديد، نجد أن آثار إيجابية وسلبية على حد سواء المستخدم هي ضعف المنتج متنوعة ترتفع. بالإضافة إلى زيادة تنوع المنتجات يقلل من تأثير المستخدم الاستعراضات على المنتجات الشعبية أكثر مما يفعل على المنتجات المتخصصة.

### الشبكات، الحشود، وذيل طويل
«الحشود» من العملاء والمستخدمين الشركات الصغيرة التي تسكن طويل الذيل التوزيع يمكن أن تؤدي التعاونية وتعيين العمل. بعض أشكال هذه نماذج الإنتاج هي:
- في نظير-إلى-نظير التعاون الجماعات التي تنتج البرمجيات مفتوحة المصدر أو إنشاء الويكي مثل ويكيبيديا.
- على التعهيد الجماعي نموذج في الشركة تعتمد في العمل على مجموعة كبيرة من اللاعبين في السوق باستخدام منصة تعاونية على الإنترنت.
- نموذج crowdcasting ، هو عملية بناء شبكة من المستخدمين ومن ثم تقديم التحديات أو المهام التي يتعين حلها مع الغرض من الحصول على رؤى أو أفكار مبتكرة.
- العمل المنجز من قبل الأفراد في العموم-غير سوق الشبكات هو موضح في عمل Yochai Benkler.[6]

جانب الطلب على العوامل التي تؤدي إلى ذيل طويل يمكن تضخيمه من قبل «شبكات المنتجات» التي يتم إنشاؤها من قبل تشعبيا التوصيات عبر المنتجات. وهو سوء الفصلية المادة من قبل غال Oestreicher-المغني وارون Sundararajan يدل على أن فئات من الكتب على Amazon.com والتي هي أكثر المركزي وبالتالي تتأثر حياتهم التوصية الشبكة بشكل ملحوظ أكثر وضوحا طويل الذيل التوزيعات. البيانات الخاصة بهم عبر 200 المجالات يدل على أن مضاعفة هذا التأثير يؤدي إلى 50% زيادة في الإيرادات من الأقل شعبية في الخامس من الكتب.

### قيمة التداول داخل ذيل طويل
طويلة الذيل توزيع ينطبق عند نقطة معينة في الوقت المناسب، ولكن مع مرور الوقت النسبية شعبية من المبيعات من المنتجات الفردية سوف تتغير. على الرغم من أن توزيع المبيعات قد تظهر لتكون مشابهة مع مرور الوقت، مواقف العناصر الفردية في غضون ذلك سوف تختلف. على سبيل المثال، عناصر جديدة باستمرار دخول معظم الأزياء الأسواق. في الآونة الأخيرة موضة-نموذج القائمة  من اختيار المستهلك، وهو قادر على توليد قوة القانون توزيع مبيعات مماثلة لتلك التي لوحظت في الممارسة العملية ،  يأخذ في الاعتبار حجم التداول في نسبة مبيعات مجموعة معينة من العناصر ، فضلا عن الابتكار ، بمعنى أنه جديد تماما تصبح البنود المعروضة للبيع.

### التنوع الثقافي
التلفزيون هو خير مثال على هذا: كريس أندرسون يعرف طويل الذيل التلفزيون في سياق «المحتوى غير متوفر من خلال قنوات التوزيع التقليدية ولكن يمكن أن تجد جمهور.» وبالتالي ، فإن ظهور مثل خدمات التلفزيون على الطلب، pay-per-view وحتى الكابل قسط الاشتراك في الخدمات مثل HBO وشوتايم فتح فرصة المحتوى المتخصصة للوصول إلى حق الجمهور في ذلك كتلة متوسطة. هذه قد لا تجذب دائما أعلى مستوى من المشاهدين، ولكن أعمالهم توزيع نماذج جعل ذلك أقل أهمية. مثل تكلفة الفرصة البديلة يذهب إلى أسفل ، اختيار البرامج التلفزيونية ينمو أكبر التنوع الثقافي يرتفع.

### توزيع محتوى مستقل
غالبا ما تعرض ظاهرة الاهتمام في المقام الأول إلى السوق الشامل تجار التجزئة على شبكة الإنترنت للشركات، ذيل طويل أيضا له آثار على منتجي المحتوى ، وخاصة تلك المنتجات التي لا يمكن – لأسباب اقتصادية – تجد مكانا في مرحلة ما قبل معلومات إنترنت وقنوات التوزيع التي تسيطر عليها الكتاب والناشرين سجل الشركات واستوديوهات السينما ، وشبكات التلفزيون. نظرت من المنتجين الجانب ذيل طويل جعلت من الممكن ازدهار الإبداع في جميع مجالات النشاط البشري.[بحاجة لمصدر] أحد الأمثلة على هذا هو يوتيوب، حيث آلاف متنوعة فيديوهات – مضمونها قيمة الإنتاج أو عدم وجود شعبية تجعلها غير مناسبة التلفزيون التقليدية – يمكن الوصول إليها بسهولة إلى مجموعة واسعة من المشاهدين.

### الأدب المعاصر
تقاطع التسويق الفيروسي ، المجتمعات المحلية على الإنترنت والتكنولوجيات الجديدة التي تعمل داخل ذيل طويل من المستهلكين والأعمال التجارية الموضحة في رواية وليام جيبسون، التعرف على الأنماط.

### التطبيقات العسكرية والأمنية
في التفكير العسكري، جون روب ينطبق ذيل طويل إلى التطورات في التمرد الحركات الإرهابية ، والتي تبين كيف أن التكنولوجيا والشبكات يسمح ذيل طويل من الساخطين مجموعات المجرمين أن تأخذ على الدولة ولديك فرصة للفوز.

## الانتقادات
دراسة عام 2008 من قبل أنيتا Elberse ، أستاذ إدارة الأعمال في كلية الأعمال في جامعة هارفارد ، وتدعو إلى نظرية ذيل طويل في السؤال ، نقلا عن بيانات المبيعات مما يدل على أن الويب يزيد من أهمية الزيارات الناجحة. في مدونته ، رد كريس أندرسون على الدراسة ، وأثنى على Elberse والصرامة الأكاديمية التي تستكشف بها المسألة ولكن مع التمييز بين تفسيرات كل منهما حول المكان الذي يبدأ فيه «الرأس» و «الذيل». تعريف رأس وذيل الباسر باستخدام النسب المئوية ، بينما يستخدم أندرسون الأعداد المطلقة. وقد نشرت نتائج مماثلة من قبل سيرجي نيتسين وتوم إف تان ، اللذان يقترحان أن الرأس والذيل ينبغي أن يحددا بالنسب المئوية بدلاً من الأرقام المطلقة.
وفي عام 2008 أيضًا ، توصل تحليل مبيعات لخدمة موسيقى رقمية بريطانية لم يتم تسميتها من قبل الخبير الاقتصادي «ويل بيج» ورجل الأعمال المتطور أندرو بود إلى أن المبيعات أظهرت توزيعًا طبيعيًا لوغاريتمي بدلاً من قانون قوة ؛ أفادوا أن 80 ٪ من المقطوعات الموسيقية المتاحة تباع أي نسخ على الإطلاق خلال فترة سنة واحدة. ورد أندرسون بالقول إن نتائج الدراسة يصعب تقييمها دون الوصول إلى بياناتها.

### الحواشي
1. ↑  Brynjolfsson, Erik; Yu (Jeffrey) Hu, and Duncan Simester, 2006, "Goodbye Pareto Principle, Hello Long Tail: The Effect of Search Costs on the Concentration of Product Sales" نسخة محفوظة 2020-05-19 على موقع واي باك مشين.
2. ↑  Brynjolfsson، Erik؛ Hu، Yu Jeffrey؛ Smith، Michael D. (Summer 2006). "From Niches to Riches: Anatomy of the Long Tail". Sloan Management Review. Sloan Management Review. ج. 47 ع. 4: 67–71. SSRN:918142.
3. ↑  Anderson, Chirs. The Rise and Fall of the Hit. Wired. نسخة محفوظة 22 مارس 2014 على موقع واي باك مشين.
4. ↑  Fleder، Daniel؛ Hosanagar، Kartik (مايو 2009). "Blockbuster Culture's Next Rise or Fall: The Impact of Recommender Systems on Sales Diversity". Management Science. ج. 55: 697–712. DOI:10.1287/mnsc.1080.0974. SSRN:955984.
5. ↑  Zhou, W., and Duan, W. Online user reviews, product variety and the long tail: An empirical investigation on online software downloads. Electron. Comm. Res. Appl. (2011) available at SSRN نسخة محفوظة 07 أغسطس 2016 على موقع واي باك مشين.
6. ↑  "Benkler, The Wealth of Networks". Benkler.org. مؤرشف من الأصل في 2018-09-16. اطلع عليه بتاريخ 2011-12-25.
7. ↑  Oestreicher-Singer, Gal and Arun Sundararajan. "Recommendation Networks and the Long Tail of Electronic Commerce". forthcoming. SSRN:1324064. {{استشهاد بدورية محكمة}}: الاستشهاد بدورية محكمة يطلب |دورية محكمة= (مساعدة)
8. ↑  "Forthcoming Articles". MIS Quarterly. مؤرشف من الأصل في 2019-03-04. اطلع عليه بتاريخ 2011-12-25.
9. ↑  Bentley، R. Alexander؛ Lipo، Carl P.؛ Herzog، Harold A.؛ Hahn، Matthew W. (2007). "Regular rates of popular culture change reflect random copying". Evolution and Human Behavior. ج. 28: 151–158. DOI:10.1016/j.evolhumbehav.2006.10.002.
10. ↑  Highfield، Roger (16 يونيو 2004). "Why are they so popular?". The Daily Telegraph. مؤرشف من الأصل في 2008-04-24. اطلع عليه بتاريخ 2011-12-25.
11. ↑  Bentley، R.A.؛ Hahn، M.W.؛ Shennan، S.J. (2007). "Random drift and culture change". Proceedings of the Royal Society. ج. 271: 1443–50. مؤرشف من الأصل في 2020-05-19.
12. ↑  Chris Anderson. The Long Tail TV: Conclusion. The Long Tail Blog. January 17, 2005. نسخة محفوظة 29 يونيو 2017 على موقع واي باك مشين.